# Carpha borbonica
Carpha borbonica är en halvgräsart som först beskrevs av Ernst Gottlieb von Steudel, och fick sitt nu gällande namn av Charles Baron Clarke. Carpha borbonica ingår i släktet Carpha och familjen halvgräs.
Artens utbredningsområde är Réunion. Inga underarter finns listade i Catalogue of Life.